# 帕頓山 (印第安納州)
帕頓山（英語：Patton Hill）是位於美國印地安納州勞倫斯縣的一個非建制地區。該地的面積和人口皆未知。